# 우루어
우루어(Uru)는 볼리비아 티티카카 호수 근처의 우루족이 과거 사용하던 토착 언어이다. 이루-이투(Iru-Itu), 우추마타쿠(Uchumataqu), 오초수마(Ochosuma, Uchusuma)라는 이름으로도 알려져 있다. 2004년 기준 100여 명의 민족 인구 중 2명의 모어 화자가 있었으나, 2012년 사멸한 것으로 확인되었다. 우루족의 말로 자신들의 언어를 "푸키나"(Pukina)라고 하기 때문에 과거 푸키나어(Puquina)와 서로 오인되기도 했다.
크게 2개의 우루어 방언이 알려져 있는데, 각각 치무(Ch'imu) 마을와 태양의 섬(Isla del Sol)에서 기록된 방언이다.

## 같이 보기
- 우루치파야어족